# Malhostovice
Malhostovice (in tedesco Malostowitz) è un comune della Repubblica Ceca facente parte del distretto di Brno-venkov, in Moravia Meridionale.